# 浮原島訓練場
浮原島訓練場 (うきばるじまくんれんじょう) (Ukibaru Jima Training Area) は、沖縄県うるま市勝連比嘉にある米軍訓練施設。島の中央部から半径850メートル以内の円形区域が訓練水域である。

## 概要
1978年6月1日から陸上自衛隊の管轄となり、陸海空の各部隊が常時訓練を行っている。訓練日程等の調整は陸上自衛隊が行っている。
対岸のホワイト・ビーチ地区とあわせて巨大な訓練水域の一部となっており、実質的に米軍と自衛隊の共同使用の訓練地となっている。

## 米軍基地としての浮原島
浮原島訓練場 (FAC6181)
米軍占領下でどのように使用されていたかは不明。地主の了解なく米軍と村長との間で交わされた１年契約が起源とされる。
1969年7月18日の知花弾薬庫内でのVXガス事故問題 (レッドハット作戦)に関連し、化学兵器撤去キャンプ瑞慶覧にある2米陸軍の267化学中隊 (267 Chemical Company)が、1963年頃、浮原島や宜野座村のキャンプ・ハーディーなど計４カ所で毒ガスVX兵器の実験を行っていたこと、屋慶名の海岸から搬送され、島でガス地雷を用いての演習などが行われていること、そのためにウサギが飼育されていたといわれている。
1972年5月15日、浮原島訓練場として、日米地位協定第２条第４項 (b) の施設として提供開始、年間40日を限度として使用。 
- 場所: 勝連村

- 面積：約311,600㎡ (1972年)

## 沖縄返還協定をめぐる問題
実際には年間40日を限度とした地元の使用許可が必要とされる米軍の一時使用施設であったが、日米が取り交わした沖縄返還協定・了解覚書に米軍の継続使用基地として記載されており問題となった。
| 沖縄返還協定・了解覚書でA表 (継続使用の米軍基地) に追加された非軍用地 |              |               |                          |
| FAC6102                                                               | 安波訓練場   | 安波訓練場    | 地位協定第2条4 (b)の使用 |
| 3                                                                     | 川田訓練場 ※ | 川田訓練場    | 地位協定第2条4 (b)の使用 |
| 8                                                                     | 瀬嵩訓練場 ※ | 瀬嵩第1訓練場 | 地位協定第2条4 (b)の使用 |
| AC6112                                                                | 久志訓練場   | 久志訓練場    | 地位協定第2条4 (b)の使用 |
| AC6116                                                                | 屋嘉訓練場   | 屋嘉訓練場    | 地位協定第2条4 (b)の使用 |
| AC6181                                                                | 浮原島訓練場 | 浮原訓練場    | 地位協定第2条4 (b)の使用 |
| 83                                                                    | 前島訓練場 ※ | 前島訓練場    | 地位協定第2条4 (b)の使用 |

当初、勝連町は島めぐり観光地計画の一環として、自然を生かしたキャンプ場として活用する案を構想し、さらに1976年8月頃にクルマエビの養殖場としての企業誘致計画もあったが、翌年には誘致計画がとん挫、また年間借料による自衛隊基地としての使用計画が浮上し、引き続き訓練場として自衛隊によって引き継がれることになった。
1978年6月1日、自衛隊の専用施設となり、1978年10月19日に使用条件が40日から120日へと変更された。引継ぎに際し防衛施設局側は、 ①実弾は使用しない ②ヘリによる救難・救助訓練等を主とする ③地元の住民の立ち入りは最大限に考慮する ④漁業従事者に迷惑をかけない、等の約束を口頭で行っている。

## 陸自専用施設としての浮原島
1978年6月1日、自衛隊の専用施設となり、陸上自衛隊が施設管理にあたる。陸海空の３自衛隊の専用施設になったが、同時に米軍も以前は年間40日の使用限度が拡大され120日限度に使用できるようになり、実質的には日米の共同使用施設となっている。米海兵隊は年間120日を越えない範囲で従来通りの一時使用が許されている。
- 場所: うるま市（勝連比嘉）
- 面積: 254,000㎡ (2013)
- 水域: 1.9k㎡ (半径850M)
- 管理部隊名: 陸上自衛隊那覇駐屯地業務隊
- 使用部隊: 陸上自衛隊第15旅団、航空自衛隊南西航空方面隊、海上自衛隊第5航空群、米海兵隊の各部隊
- 使用主目的：水陸両用訓練[6]

### 事故
1981年8月、原因不明の原野火災で約490㎡を焼失。
1982年7月、照明弾の使用により約63,000㎡を消失。
1989年9月、照明弾による火災で80,000㎡を焼失。
1999年1月26日、信号弾による火災で約25,000㎡を焼失。